# BS薩爾達傳說
《BS薩爾達傳說》是任天堂的薩爾達傳說系列中，利用Satellaview播出發行的遊戲作品。系列共包含兩款作品，分別是《BS薩爾達傳說》和《BS薩爾達傳說 古代的石盤》。

## BSゼルダの伝説
《BS薩爾達傳說》是Satellaview暑假企劃的一部分，此外也是第一款使用聲音連動（之後改稱為Sound Link Game）的遊戲，在1995年8月每周日晚間6點播出一集。遊戲內容是以FC磁碟機版本的《薩爾達傳說》為基礎，加入聲音連動以及修改部分細節後成為能在超級任天堂上遊玩的重製作品。
聲音連動遊戲是指，在特定的日期時間內進行廣播和遊戲資料的同時播出放送，僅能在放送時間內遊玩的遊戲作品。

## BS薩爾達傳說 古代的石盤
1997年3月，任天堂推出了以《眾神的三角神力》為基礎的新作《BS薩爾達傳說 古代的石盤》。本作的主角不再是林克，而是「被招喚至瀕臨危機的海拉爾的玩者本人」，實際的遊戲畫面上，會依據玩者在Satellaview接收用卡匣上所登陸的性別來決定角色圖案，有「帶著棒球帽的少年」和「綁著馬尾的紅髮少女」兩種角色外形。
Satellaview的放送服務在2000年結束，《BS薩爾達傳說》系列也沒有再以其他方式發行。